# Archidiecezja Uberaby

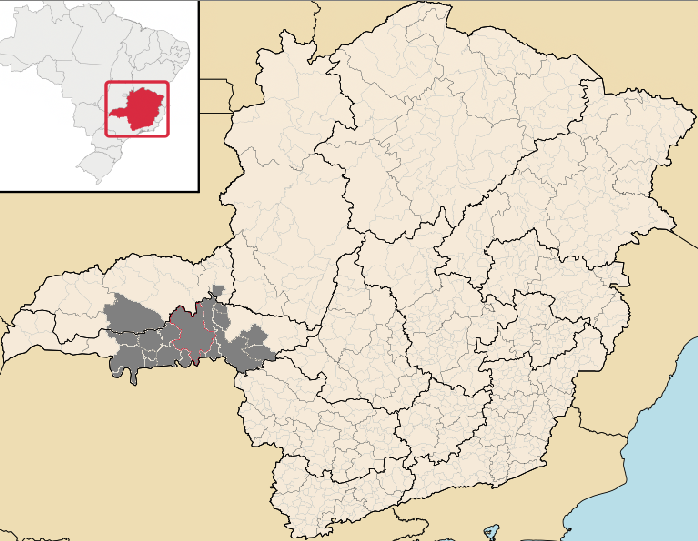
Archidiecezja Uberaba.

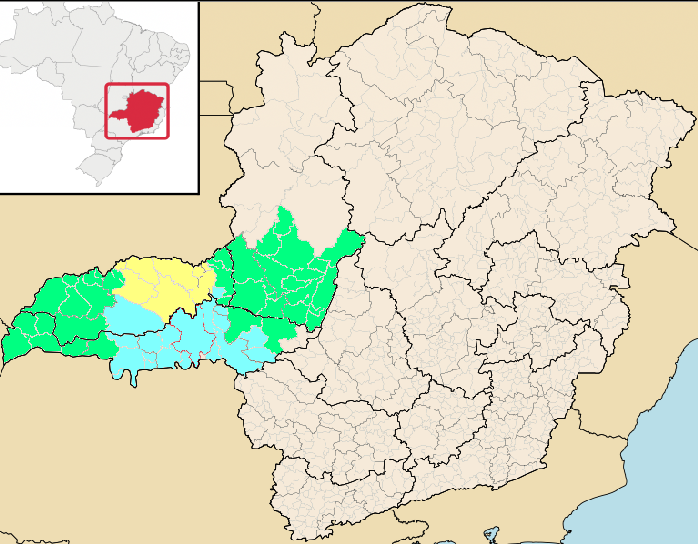
Ecclesiastical Province of Uberaba.

Regional CNBB Leste 2.

Archidiecezja Uberaba (łac. Archidioecesis Uberabensis) – archidiecezja Kościoła rzymskokatolickiego w Brazylii. Należy do metropolii Uberaba wchodzi w skład regionu kościelnego Leste II. Została erygowana przez papieża Piusa X bullą Goyaz Adamantina Brasiliana Republica w dniu 29 września 1907.
14 kwietnia 1962 papież Jan XXIII utworzył metropolię Uberaby podnosząc diecezję do rangi archidiecezji.